# Coppa Grasshoppers
La Coppa Grasshoppers fu una competizione internazionale di calcio per club, tenutasi nel secondo dopoguerra e organizzata dalla società polisportiva del Grasshopper. Ne fu disputata un'unica edizione, dal 1952 al 1957. Il trofeo fu vinto dal club italiano della Fiorentina.

## Contesto
La prima competizione calcistica europea per squadre di club debuttò nel 1927: si trattava della Coppa dell'Europa Centrale, che vide confrontarsi otto squadre di club, due per paese, provenienti da Austria, Cecoslovacchia, Jugoslavia e Ungheria. Un secondo torneo fu istituito nel 1949 tra i club sportivi che erano risultati vincitori dei campionati nazionali di Francia, Italia, Portogallo e Spagna: la Coppa Latina fu disputata fino al 1957. Entrambi i tornei, dunque, interessarono solo un'area limitata del continente europeo.
Analogamente, nel 1952 il torneo per la Coppa Grasshoppers interessò sei paesi europei: Austria, Francia, Germania Ovest, Italia, Jugoslavia e Svizzera. I tre tornei contribuirono notevolmente allo sviluppo delle manifestazioni calcistiche a livello continentale e, in particolare, condussero all'istituzione della Coppa dei Campioni d'Europa nel 1954.

## Storia e formula
La competizione calcistica fu ideata nel 1952 da Ernst Thommen, con il club del Grasshopper, e organizzata da un comitato europeo indipendente alle organizzazioni sportive. La partecipazione al torneo fu su invito, che fu esteso a sei squadre europee: gli austriaci dell'Austria Vienna, i francesi del Nizza, i tedeschi occidentali dello Schalke 04, gli italiani della Fiorentina, gli jugoslavi della Dinamo Zagabria e gli svizzeri del Grasshoppers. La formula del torneo era quella del girone all'italiana: furono disputati trenta incontri in cinque anni, esperienza che non si è più ripetuta nel calcio europeo.
La manifestazione si disputò dal 3 giugno 1952 all'8 maggio 1957, durante il periodo di svolgimento dei rispettivi campionati nazionali. Poiché nel 1955 fu istituita la Coppa dei Campioni dall'UEFA, i due tornei si sovrapposero per due stagioni, con la Fiorentina, il Grasshoppers e il Nizza, nell'annata 1956-1957, che presero parte contemporaneamente a entrambe le competizioni.
La Coppa Grasshoppers fu abolita al termine dell'unica edizione disputata.

## Squadre partecipanti

Orlando Rozzoni e Claudio Bizzarri, Coppa Grasshoppers 8-5-1957, Rozzoni, pur giocando solo le partite della stagione 1956-1957, divenne alla fine il miglior marcatore del torneo.

Parteciparono, in rappresentanza delle rispettive nazioni, le seguenti formazioni:
- Austria Vienna (campione d'Austria nel 1952-1953, 2º nel 1953-1954 e 3º 1956-1957).
- Dinamo Zagabria (vincitore del campionato jugoslavo nel 1953-1954 e 1957-1958, 3ª nel 1954-1955).
- Fiorentina (campione d'Italia nel 1955-1956, 2ª nel 1956-1957 e 1957-1958, 3ª nel 1953-1954, finalista di Coppa dei Campioni 1956-1957).
- Grasshoppers (campione di Svizzera nel 1955-1956, vince la Coppa Svizzera nel 1955-1956 ed è finalista nel 1952-1953 e nel 1957-1958, 2º in campionato nel 1953-1954 nel 1956-1957 e nel 1957-1958, 3º in campionato nel 1952-1953 e nel 1954-1955, quarti di finale nella Coppa dei Campioni 1956-1957).
- Nizza (campione di Francia nel 1955-1956, vince la Coppa di Francia nel 1953-1954, quarti di finale nella Coppa dei Campioni 1956-1957).
- Schalke 04 (campione della Germania Ovest nel 1957-1958, finalista della DFB Cup 1954-55, 2º nel gruppo 1 nell'Oberliga 1955-1956).

## Stadi
La Grasshoppers venne giocata secondo la formula del girone all'italiana, ovvero con partite di andata e ritorno, in totale ne furono disputati trenta incontri.
Sono sei gli impianti ad aver ospitato le 30 partite della manifestazione: il Franz Horr Stadion di Vienna (4 partite), lo Stadio Maksimir di Zagabria (5 partite), lo Stadio Comunale di Firenze (5 partite), lo Stadio Letzigrund di Zurigo (6 partite), lo  Municipal du Ray di Nizza (5 partite) e il Glückauf-Kampfbahn di Gelsenkirchen (5 partite).

## Risultati

### Girone all'italiana
| 3 giugno 1952 1ª giornata         | Grasshoppers | 1 – 3           | Austria Vienna |  |
| \| \| \| \| \| \| Marcatori \| \| |              |                 |                |  |
|                                   |              |                 |                |  |
| Gol                               | Marcatori    | Gol · Gol · Gol |                |  |

| 17 agosto 1952 2ª giornata | Nizza | 0 – 0 | Dinamo Zagabria |  |

| 20 agosto 1952 3ª giornata        | Grasshoppers | 5 – 6                             | Nizza |  |
| \| \| \| \| \| \| Marcatori \| \| |              |                                   |       |  |
|                                   |              |                                   |       |  |
| Gol · Gol · Gol · Gol · Gol       | Marcatori    | Gol · Gol · Gol · Gol · Gol · Gol |       |  |

| 5 ottobre 1952 4ª giornata        | Nizza     | 1 – 0 | Schalke 04 |  |
| \| \| \| \| \| \| Marcatori \| \| |           |       |            |  |
|                                   |           |       |            |  |
| Gol                               | Marcatori |       |            |  |

| 29 ottobre 1952 5ª giornata       | Grasshoppers | 2 – 5                       | Dinamo Zagabria |  |
| \| \| \| \| \| \| Marcatori \| \| |              |                             |                 |  |
|                                   |              |                             |                 |  |
| Gol · Gol                         | Marcatori    | Gol · Gol · Gol · Gol · Gol |                 |  |

| 26 dicembre 1952 6ª giornata      | Schalke 04 | 2 – 0 | Dinamo Zagabria |  |
| \| \| \| \| \| \| Marcatori \| \| |            |       |                 |  |
|                                   |            |       |                 |  |
| Gol · Gol                         | Marcatori  |       |                 |  |

| 28 dicembre 1952 7ª giornata                                                           | Fiorentina | 1 – 3 referto                          | Grasshoppers |  |
| \| \| \| \| \| Beltrandi 55’ \| Marcatori \| Vidjak 7’ Bickel 30’ (rig.) Vidjak 70’ \| |            |                                        |              |  |
|                                                                                        |            |                                        |              |  |
| Beltrandi 55’                                                                          | Marcatori  | Vidjak 7’ Bickel 30’ (rig.) Vidjak 70’ |              |  |

| 15 marzo 1953 8ª giornata         | Austria Vienna | 3 – 1 | Dinamo Zagabria |  |
| \| \| \| \| \| \| Marcatori \| \| |                |       |                 |  |
|                                   |                |       |                 |  |
| Gol · Gol · Gol                   | Marcatori      | Gol   |                 |  |

| 18 marzo 1953 9ª giornata         | Nizza     | 3 – 0 | Grasshoppers |  |
| \| \| \| \| \| \| Marcatori \| \| |           |       |              |  |
|                                   |           |       |              |  |
| Gol · Gol · Gol                   | Marcatori |       |              |  |

| 1º aprile 1953 10ª giornata       | Grasshoppers | 5 – 3           | Schalke 04 |  |
| \| \| \| \| \| \| Marcatori \| \| |              |                 |            |  |
|                                   |              |                 |            |  |
| Gol · Gol · Gol · Gol · Gol       | Marcatori    | Gol · Gol · Gol |            |  |

| 3 aprile 1953 11ª giornata        | Dinamo Zagabria | 3 – 1 | Schalke 04 |  |
| \| \| \| \| \| \| Marcatori \| \| |                 |       |            |  |
|                                   |                 |       |            |  |
| Gol · Gol · Gol                   | Marcatori       | Gol   |            |  |

| 14 maggio 1953 12ª giornata                   | Nizza     | 0 – 1 [ referto] | Fiorentina |  |
| \| \| \| \| \| \| Marcatori \| 73’ Novelli \| |           |                  |            |  |
|                                               |           |                  |            |  |
|                                               | Marcatori | 73’ Novelli      |            |  |

| 29 giugno 1953 13ª giornata       | Dinamo Zagabria | 2 – 0 | Austria Vienna |  |
| \| \| \| \| \| \| Marcatori \| \| |                 |       |                |  |
|                                   |                 |       |                |  |
| Gol · Gol                         | Marcatori       |       |                |  |

| 3 luglio 1953 14ª giornata        | Schalke 04 | 5 – 0 | Austria Vienna |  |
| \| \| \| \| \| \| Marcatori \| \| |            |       |                |  |
|                                   |            |       |                |  |
| Gol · Gol · Gol · Gol · Gol       | Marcatori  |       |                |  |

| 16 agosto 1953 15ª giornata       | Austria Vienna | 5 – 2     | Schalke 04 |  |
| \| \| \| \| \| \| Marcatori \| \| |                |           |            |  |
|                                   |                |           |            |  |
| Gol · Gol · Gol · Gol · Gol       | Marcatori      | Gol · Gol |            |  |

| 6 settembre 1953 16ª giornata                                                                   | Fiorentina | 4 – 1 referto | Dinamo Zagabria |  |
| \| \| \| \| \| Gasparini 51’ Mariani 58’ Gratton 83’ Gasparini 86’ \| Marcatori \| Benko 88’ \| |            |               |                 |  |
|                                                                                                 |            |               |                 |  |
| Gasparini 51’ Mariani 58’ Gratton 83’ Gasparini 86’                                             | Marcatori  | Benko 88’     |                 |  |

| 8 settembre 1953 17ª giornata     | Austria Vienna | 1 – 1 | Nizza |  |
| \| \| \| \| \| \| Marcatori \| \| |                |       |       |  |
|                                   |                |       |       |  |
| Gol                               | Marcatori      | Gol   |       |  |

| 13 settembre 1953 18ª giornata    | Dinamo Zagabria | 4 – 1 | Grasshoppers |  |
| \| \| \| \| \| \| Marcatori \| \| |                 |       |              |  |
|                                   |                 |       |              |  |
| Gol · Gol · Gol · Gol             | Marcatori       | Gol   |              |  |

| 18 aprile 1954 19ª giornata       | Schalke 04 | 3 – 5                       | Nizza |  |
| \| \| \| \| \| \| Marcatori \| \| |            |                             |       |  |
|                                   |            |                             |       |  |
| Gol · Gol · Gol                   | Marcatori  | Gol · Gol · Gol · Gol · Gol |       |  |

| 27 maggio 1954 20ª giornata                                                   | Fiorentina | 3 – 1 [ referto] | Nizza |  |
| \| \| \| \| \| Novelli 45’ Colla 65’ Novelli 76’ \| Marcatori \| Braga 80’ \| |            |                  |       |  |
|                                                                               |            |                  |       |  |
| Novelli 45’ Colla 65’ Novelli 76’                                             | Marcatori  | Braga 80’        |       |  |

| 18 agosto 1954 21ª giornata       | Grasshoppers | 3 – 5                       | Austria Vienna |  |
| \| \| \| \| \| \| Marcatori \| \| |              |                             |                |  |
|                                   |              |                             |                |  |
| Gol · Gol · Gol                   | Marcatori    | Gol · Gol · Gol · Gol · Gol |                |  |

| 25 agosto 1954 22ª giornata                                                                               | Grasshoppers | 4 – 2 [ referto]    | Fiorentina |  |
| \| \| \| \| \| Ballaman 50’ Vonlanthen 74’ Vuko 78’ Vonlanthen 83’ \| Marcatori \| 15’ Gren 88’ Buzzin \| |              |                     |            |  |
| |              |                     |            |  |
| Ballaman 50’ Vonlanthen 74’ Vuko 78’ Vonlanthen 83’                                                       | Marcatori    | 15’ Gren 88’ Buzzin |            |  |

| 14 marzo 1955 23ª giornata        | Dinamo Zagabria | 5 – 1 | Nizza |  |
| \| \| \| \| \| \| Marcatori \| \| |                 |       |       |  |
|                                   |                 |       |       |  |
| Gol · Gol · Gol · Gol · Gol       | Marcatori       | Gol   |       |  |

| 28 maggio 1955 24ª giornata                        | Fiorentina | 1 – 0 [ referto] | Austria Vienna |  |
| \| \| \| \| \| Biagi 89’ (rig.) \| Marcatori \| \| |            |                  |                |  |
|                                                    |            |                  |                |  |
| Biagi 89’ (rig.)                                   | Marcatori  |                  |                |  |

| 22 giugno 1955 25ª giornata                   | Dinamo Zagabria | 0 – 1 referto | Fiorentina |  |
| \| \| \| \| \| \| Marcatori \| 25’ Virgili \| |                 |               |            |  |
|                                               |                 |               |            |  |
|                                               | Marcatori       | 25’ Virgili   |            |  |

| 21 agosto 1955 26ª giornata                                                             | Austria Vienna | 2 – 2 [ referto]             | Fiorentina |  |
| \| \| \| \| \| Fischer 17’ Schleger 29’ \| Marcatori \| Virgili 46’ Stotz 52’ (aut.) \| |                |                              |            |  |
|                                                                                         |                |                              |            |  |
| Fischer 17’ Schleger 29’                                                                | Marcatori      | Virgili 46’ Stotz 52’ (aut.) |            |  |

| 13 agosto 1956 27ª giornata       | Schalke 04 | 5 – 1 | Grasshoppers |  |
| \| \| \| \| \| \| Marcatori \| \| |            |       |              |  |
|                                   |            |       |              |  |
| Gol · Gol · Gol · Gol · Gol       | Marcatori  | Gol   |              |  |

| 13 agosto 1956 28ª giornata       | Nizza     | 4 – 2     | Austria Vienna |  |
| \| \| \| \| \| \| Marcatori \| \| |           |           |                |  |
|                                   |           |           |                |  |
| Gol · Gol · Gol · Gol             | Marcatori | Gol · Gol |                |  |

| 3 ottobre 1956 29ª giornata | Fiorentina | 7 – 2 [ referto]        | Schalke 04 |  |
| \| \| \| \| \| Montuori 36'’ Rozzoni 45'’ Gratton 48'’ Rozzoni 54'’ Montuori 65'’ Rozzoni 76'’ Rozzoni 85'’ \| Marcatori \| 72'’ Klodt 77'’ Kordell \| |            |                         |            |  |
| |            |                         |            |  |
| Montuori 36'’ Rozzoni 45'’ Gratton 48'’ Rozzoni 54'’ Montuori 65'’ Rozzoni 76'’ Rozzoni 85'’                                                           | Marcatori  | 72'’ Klodt 77'’ Kordell |            |  |

| 8 maggio 1957 30ª giornata                                                               | Schalke 04 | 2 – 3 [ referto]                    | Fiorentina |  |
| \| \| \| \| \| Soja 26’ Kreuz 72’ \| Marcatori \| 5’ Rozzoni 17’ Rozzoni 20’ Bizzarri \| |            |                                     |            |  |
|                                                                                          |            |                                     |            |  |
| Soja 26’ Kreuz 72’                                                                       | Marcatori  | 5’ Rozzoni 17’ Rozzoni 20’ Bizzarri |            |  |

### Classifica
| Pos. | Squadra         | Pt | G  | V | N | P | GF | GS | DR  |
| ---- | --------------- | -- | -- | - | - | - | -- | -- | --- |
| 1.   | Fiorentina      | 15 | 10 | 7 | 1 | 2 | 25 | 15 | +10 |
| 2.   | Nizza           | 12 | 10 | 5 | 2 | 3 | 22 | 20 | +2  |
| 3.   | Dinamo Zagabria | 11 | 10 | 5 | 1 | 4 | 21 | 15 | +6  |
| 4.   | Austria Vienna  | 10 | 10 | 4 | 2 | 4 | 21 | 22 | -1  |
| 5.   | Schalke 04      | 6  | 10 | 3 | 0 | 7 | 25 | 30 | -5  |
| 6.   | Grasshoppers    | 6  | 10 | 3 | 0 | 7 | 25 | 36 | -11 |

## Statistiche
- Maggior numero di vittorie: Fiorentina (7).
- Maggior numero di pareggi: Nizza e Austria Vienna (2).
- Maggior numero di sconfitte: Schalke 04 e Grasshoppers (7).
- Miglior attacco: Schalke 04 e Grasshoppers (25 reti fatte).
- Peggior difesa: Grasshoppers (36 reti subite).
- Partita con più reti: Grasshoppers-Nizza 5–6 (3ª giornata).